# Eivind Kolding
Eivind Drachmann Kolding (født 16. november 1959) er en dansk erhversleder, der indtil 16. september 2013 var ordførende direktør for Danske Bank.
Eivind Kolding blev uddannet cand.jur. i 1983 fra Københavns Universitet, blev advokat 1986 og var indtil 1989 advokat i advokatfirmaet Bornstein og Grønborg. Han kom det år til A.P. Møller-Mærsk, hvor han blev leder af direktionssekretariatet 1992 og adm. direktør for Maersk Hong Kong Ltd. 1996-98 og dernæst koncernfinanschef (CFO) indtil 2006.
Kolding blev dernæst pr. 1. juli 2006 adm. direktør (CEO) for Maersk Line, blev partner i koncernen, og trådte ind i Danske Banks bestyrelse i 2001. På generalforsamlingen i 2011 blev han bestyrelsesformand for banken.
I februar 2012 blev Eivind Kolding ordførende direktør for Danske Bank, hvor han efterfulgte Peter Straarup. I september 2013 fratrådte Kolding som ordførende direktør, med et gyldent håndtryk på 23 millioner kr.,  og blev efterfulgt af Thomas F. Borgen.
I maj 2014 blev Eivind Kolding direktør for Novo A/S. I februar 2016 blev Eivind Kolding opsagt som direktør i Novo A/S. Ved opsigelsen modtog han et gyldent håndtryk på 20 mio. DKK.  
Kolding blev Ridder af Dannebrog i december 2012.
Han har tillige været medlem af Dansk Supermarkeds bestyrelse.
Eivind Kolding er bosiddende i Charlottenlund.